# Carsten Bresser
Carsten Bresser (Wurzburgo, 4 de septiembre de 1970) es un deportista alemán que compitió en ciclismo de montaña en la disciplina de campo a través.
Ganó una medalla de bronce en el Campeonato Mundial de Ciclismo de Montaña en Maratón de 2003. Participó en dos Juegos Olímpicos de Verano, en los años 2000 y 2004, ocupando el octavo lugar en Sídney 2000, en la prueba de campo a través.

## Medallero internacional
| Campeonato Mundial | Campeonato Mundial | Campeonato Mundial | Campeonato Mundial |
| Año                | Lugar              | Medalla            | Competición        |
| ------------------ | ------------------ | ------------------ | ------------------ |
| 2003               | Lugano (Suiza)     | Medalla de bronce  | Campo a través     |